# Can I Play with Madness
A Can I Play with Madness az Iron Maiden brit heavy metal együttes 1988-as Seventh Son of a Seventh Son című albumának első kislemezes dala, mely a brit slágerlistán a 3. helyig jutott, ami a zenekar addigi legjobb teljesítménye volt. 1990-ben a The First Ten Years box set részeként adták ki újra a kislemezt CD-n.

## Története
Három héttel a hetedik Iron Maiden-nagylemez megjelenése előtt, 1988. március 20-án adták ki a Can I Play with Madness kislemezt. Ez volt az első alkalom, hogy olyan számot hoztak ki kislemezen, amelyben hárman is társszerzők voltak. A dal kezdetben egy On the Wings of Eagles munkacímű ballada volt Adrian Smith gitáros elmondása szerint, amin régóta dolgozott. Bruce Dickinson tett hozzá egy verzét és megváltoztatta a címet, Steve Harris pedig a dal közepén lévő ritmusváltást találta ki, és az instrumentális átvezetést. A gitárszólót a dalban Smith játssza. Az utóbbi időben a koncerteken a szóló végébe bekapcsolódik Janick Gers is, aki 1990-99 között Smith-t helyettesítette.
A Can I Play with Madness témája illeszkedik az összefüggő történetet feldolgozó Seventh Son of a Seventh Son album jóslatokkal foglalkozó koncepciójába. A dalszöveg egy fiatalemberről szól, aki felkeresi az idős jóst, hogy mutassa meg neki a jövőt, de a kristálygömb sötét marad. A dalhoz forgatott videóklipben a Monty Python tagja, Graham Chapman, egy szigorú rajztanárt alakít, aki egy apátság romjainál tart rajzórát a diákjainak. Az egyik Iron Maiden-rajongó diák az apátság fölé Eddie arcát az égre rajzolja, ami miatt a tanár leteremti, de a fiú az égre mutat, ahol a felhőkből összeállnak Eddie arcvonásai. A tanár magára hagyja diákjait. A romok között sétálva beleesik egy lyukba, és egy régi elhagyatott pincében találja magát, ahol egy pókhálós tévén az Iron Maiden Live After Death koncertfilmjének képei villóznak, egy "Life" (Élet) feliratú hűtőszekrényben pedig a Seventh Son of a Seventh Son lemez borítóján látható Eddie-torzó elevenedik meg. A klipet a 12. században épült Tintern Apátság romjainál forgatták Walesben.
A Seventh Son of a Seventh Son albumhoz kiadott kislemezek borítóin Derek Riggs grafikus a megszokottól eltérő, szürreális módon ábrázolta Eddie-t. A Can I Play with Madness borítóján Eddie leszakított feje látható, amint egy műkar áthatol rajta és kitépi az agyvelőt, miközben szögek fúródnak az arcába. Eddie meglékelt koponyájából, mint egy felütött lágy tojásból, sárga lét kanalaznak.
A kislemez B-oldalára egy Harris/Dickinson-szerzemény került, a nagylemezen nem szereplő Black Bart Blues. A dal egyfajta paródia, ami arról szól, hogy egy rajongó felkéredzkedik a zenekar turnébuszára, ahol bemutatják neki Black Bartot. A zenekar Bruce Dickinson páncélruháját nevezte így, amit az énekes még 1983-ban vásárolt az Egyesült Államokban egy benzinkúton. Black Bart(en) a valóságban egy angol születésű amerikai útonálló volt az 1870-es/1880-as években, aki rendszeresen fosztott ki postakocsikat Észak-Kaliforniában és Dél-Oregonban. A 12"-es maxi single változat B-oldalán a Black Bart Blues mellett a Thin Lizzy 1976-os Massacre című dalának feldolgozása is szerepel.
Az Iron Maiden addigi történetében a Can I Play with Madness volt a legsikeresebb kislemez. 6 hétig szerepelt a brit slágerlistán, és legjobb helyezése a 3. hely volt, ami előre vetítette, hogy maga az album később a lemezeladási lista élére kerüljön.

## Számlista
7" kislemez
1. Can I Play with Madness (Adrian Smith, Bruce Dickinson, Steve Harris) – 3:31
2. Black Bart Blues  (Harris, Dickinson) – 6:39

12" kislemez
1. Can I Play with Madness (Smith, Dickinson, Harris) – 3:31
2. Black Bart Blues  (Harris, Dickinson) – 6:39
3. Massacre  (Phil Lynott, Scott Gorham, Brian Downey; Thin Lizzy-feldolgozás) – 2:54

## Közreműködők
- Bruce Dickinson – ének
- Dave Murray – gitár
- Adrian Smith – gitár
- Steve Harris – basszusgitár
- Nicko McBrain – dobok